# Edwin Lees
Edwin Lees  (Worcester, 1800 — 21 de outubro de 1887)  foi um botânico britânico.
Foi livreiro e impressor em Worcester. Imprimiu   Worcestershire Miscellany (1829). Fundou, em 1829, o Instituto de Literatura e  de Ciências de  Worcester. Foi membro da Sociedade Linneana de Londres e da Sociedade de geologia.
Estudou particularmente  sobre as  amoras.
É o autor de :
- Botany of the Malvern Hills (1868),
- The Botanical Looker-out (1842),
- Pictures of Nature (1856)
- Botany of Worcestershire (1867).